# Pollyanna
Pour les articles homonymes, voir Pollyanna (homonymie).

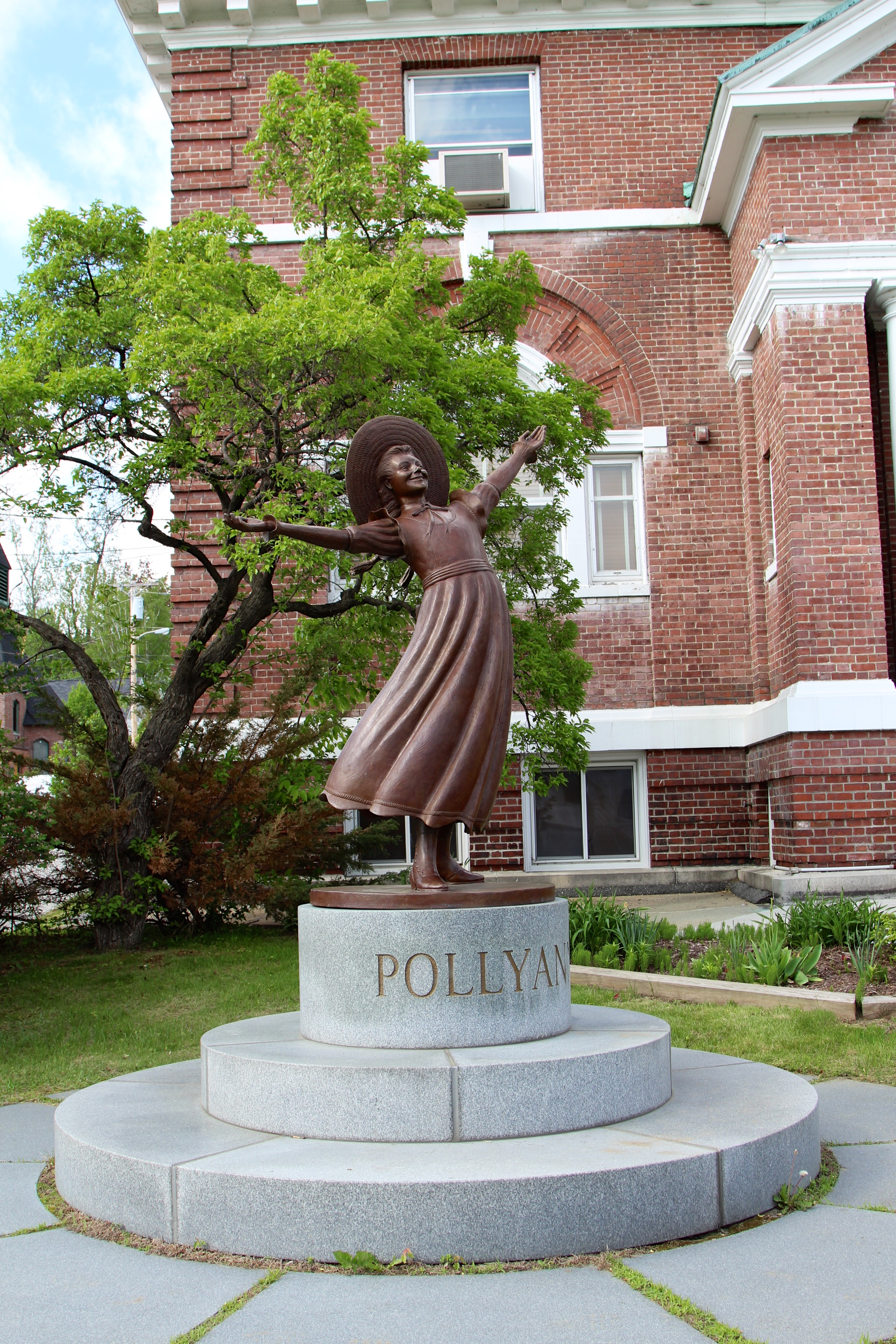
Statue de Pollyanna devant la librairie de Littleton (New Hampshire), ville natale d'Eleanor H. Porter

Pollyanna (titre original : Pollyanna) est un roman pour la jeunesse de l'écrivaine américaine Eleanor H. Porter, publié en 1913 aux États-Unis. En France, il est paru pour la première fois en 1929.
Le livre connaîtra un tel succès (il sera best-seller numéro un pendant deux années consécutives) que Eleanor H. Porter écrira une suite en 1915 : Pollyanna grandit (Pollyanna Grows Up). Après la mort de l'auteur, le personnage de Pollyanna sera repris par cinq autres auteurs dans plusieurs romans (le dernier a paru en 1997). Pollyanna a été traduit en douze langues et adapté plusieurs fois au cinéma et à la télévision.

## Thème du roman
Pollyanna Whittier, orpheline de onze ans, part vivre chez sa tante Polly, femme célibataire riche mais sévère et au cœur dur. Résolument optimiste face aux vicissitudes de la vie, la fillette s'efforce de toujours voir le bon côté des choses grâce à un jeu psychologique inventé par son père : « Le jeu de la joie » (The Glad Game, en VO), qui consiste à toujours trouver de quoi se réjouir dans toutes les situations, aussi mauvaises fussent-elles.
Forte de cette philosophie de vie, de sa propre personnalité lumineuse et de son âme sincère et sympathique, Pollyanna apporte tellement de joie à la ville démoralisée où elle habite, qu'elle transforme celle-ci en un endroit agréable à vivre.
« Le jeu de la joie » la protège de l'attitude sévère de sa tante : ainsi, quand celle-ci lui attribue une chambre mansardée étouffante et dépourvue d'ornements, Pollyanna exulte à la belle vue depuis la fenêtre ; lorsque la tante punit sa nièce pour avoir été retard au dîner en la condamnant à manger du pain et du lait dans la cuisine avec la servante Nancy, Pollyanna la remercie avec enthousiasme parce qu'elle aime le pain et le lait, et elle aime également Nancy. Graduellement, Pollyanna initie les habitants les plus découragés à son jeu. Devant l'optimisme vigoureux de Pollyanna, la tante commence progressivement à s'attendrir, non sans une longue résistance.
Cependant, l'optimisme de Pollyanna est mis à rude épreuve quand elle est heurtée par une voiture et qu'elle perd l'usage de ses jambes. Alitée, son moral est atteint ; elle ne trouve rien qui puisse la consoler. Les habitants de la ville viennent lui rendre visite et lui racontent à quel point ses encouragements ont amélioré leur vie. Pollyanna décide alors qu'elle peut être heureuse malgré son handicap car elle a eu au moins la chance d'avoir conservé ses deux jambes. Elle est bientôt envoyée dans un hôpital où elle réapprend à marcher.

## Autres auteurs
Le personnage de Pollyanna a été repris par cinq autres auteurs ; tous les romans n'ont pas été traduits en français.

### Harriet Lummis Smith
- Pollyanna of the Orange Blossoms : The Third Glad Book (1924)
- Pollyanna's Jewels : The Fourth Glad Book (1925)
- Pollyanna's Debt of Honor : The Fifth Glad Book (1927)
- Pollyanna's Western Adventure : The Sixth Glad Book (1929)

### Elizabeth Borton de Treviño
- Pollyanna in Hollywood : The Seventh Glad Book (1931)
- Pollyanna's Castle in Mexico : The Eighth Glad Book (1934)
- Pollyanna's Door to Happiness : The Ninth Glad Book (1937)
- Pollyanna's Golden Horseshoe : The Tenth Glad Book (1939)
- Pollyanna and the Secret Mission : The Fourteenth Glad Book (1951)

### Margaret Piper Chalmers
- Pollyanna's Protegee : The Eleventh Glad Book (1944)

### Virginia May Moffitt
- Pollyanna at Six Star Ranch : The Twelfth Glad Book (1947)
- Pollyanna of Magic Valley : The Thirteenth Glad Book (1949)

### Colleen L. Reece
- Pollyanna Comes Home (1995)
- Pollyanna Plays the Game (1997)

## Éditions françaises

### Romans d'Eleanor H. Porter
- 1929 : Pollyanna ou le Jeu du contentement (Polyanna) - Traduction de Suzanne Maerky-Richard, éditions Jean-Henri Jeheber, Genève, 256 p. Cette traduction, revue et corrigée, est rééditée en octobre 2016 sous le titre Le Secret de Pollyanna, L'Echelle de Jacob, Dijon, 240 p.  (ISBN 9782359680706).
- 1929 : Pollyanna grandit (Pollyanna Grows Up) - Trad. de Suzanne Maerky-Richard, éd. J.-H. Jeheber, Genève, 219 p. Cette traduction, revue et corrigée, est rééditée en octobre 2016 sous le titre Pollyanna à Boston, L'Echelle de Jacob, Dijon, 258 p.  (ISBN 9782359680713).

### Romans d'Harriet Lummis Smith
- 1929 : Pollyanna mariée (Pollyanna of the Orange Blossoms, 1924) - Traduction de Suzanne Maerky-Richard, éditions J.-H. Jeheber, Genève, 224 p.
- 1929 : Pollyanna maman (Pollyanna's Jewels, 1925) - Trad. de Suzanne Maerky-Richard, éd. J.-H. Jeheber, Genève, 221 p.
- 1929 : Pollyanna et l'Amour rayonnant (''Pollyanna's Debt of Honor, 1927) - Trad. de Suzanne Maerky-Richard, éd. J.-H. Jeheber, Genève, 231 p.
- 1934 : Pollyanna au Far-west (Pollyanna's Western Adventure, 1929) - Trad. de Berthe Medici-Cavin, éd. J.-H. Jeheber, Genève, 267 p.

### Romans d'Elizabeth Borton
- 1937 : Pollyanna à Hollywood (Pollyanna in Hollywood, 1931) - Traduction de Berthe Medici-Cavin, éditions J.-H. Jeheber, Genève, 239 p.
- 1938 : Pollyanna au Mexique (Pollyanna's Castle in Mexico, 1934) - Trad. de Berthe Medici-Cavin, éd. J.-H. Jeheber, Genève, 256 p.
- 1941 : Pollyanna et le Secret du bonheur (Pollyanna's Door to Happiness, 1937) - Trad. de Berthe Medici-Cavin, éd. J.-H. Jeheber, Genève, 272 p.

## Adaptations

### Au cinéma
- 1920 : Pollyanna, film muet américain de Paul Powell ;
- 1960 : Pollyanna, film américain de David Swift, produit par Walt Disney.

### À la télévision
- 1973 : Pollyanna, série télévisée britannique de June Wyndham-Davies ;
- 1982 : The Adventures of Pollyanna, téléfilm américain de Robert Day ;
- 1986 : Pollyanna, série d'animation japonaise de Kôzô Kusuba ;
- 1989 : Polly, téléfilm musical américain de Debbie Allen ;
- 2003 : Pollyanna, téléfilm britannique de Sarah Harding.

## À noter
- Le personnage de Pollyanna est devenu pour les psychologues un archétype de la pensée optimiste et a servi à ce titre à appeler « principe de Pollyanna » le processus cognitif automatique à favoriser les impressions positives.

- La chanson Pollyanna (I Believe in You)[3] tirée de la bande-son du jeu vidéo Mother, fait directement référence au roman de par son titre. En effet, la chanteuse dit à plusieurs reprises qu'elle a foi en plusieurs choses (telles que le lever du jour ou encore le ciel bleu) car elle sait que cela ne changera pas à l'avenir ; elle cherche donc ce en quoi elle peut avoir pleinement confiance pour toujours rester optimiste, comme Pollyanna. Par ailleurs, les paroles font référence à l'héroïne : « You can call me Pollyanna » («  Tu peux m'appeler Pollyanna  »).
- Pollyanna est une chanson du groupe américain Green Day sortie en 2021 aux paroles très optimistes[4].

## Sources
- Biographie d'Eleanor Hodgman Porter
- Bibliothèque nationale de France